# Bematistes conformis
Bematistes conformis är en fjärilsart som beskrevs av Schultze och Aurivillius 1923. Bematistes conformis ingår i släktet Bematistes och familjen praktfjärilar. Inga underarter finns listade i Catalogue of Life.